# 水田三喜男
水田 三喜男（みずた みきお、1905年4月13日 - 1976年12月22日）は、日本の政治家。城西大学創立者。自由民主党政務調査会長（初代）。大蔵大臣を数度にわたり務めたほか、経済審議庁長官や通商産業大臣など経済閣僚を歴任した。戦後日本の代表的な財政家でもある。

## 来歴・人物
千葉県安房郡曽呂村（現・鴨川市）出身。水田家は400年ほど前に讃岐（現在の香川県）の地から移住してきた家系とされる。祖父・竹蔵、父・信太郎はいずれも村長を務めた。旧運輸事務次官と日本航空副社長を務めた町田直は妻の実弟である。実家は、旧水田家住宅として保存されている。
旧制安房中学校（現・千葉県立安房高等学校）、旧制水戸高等学校（茨城大学の前身校）を経て、京都帝国大学法学部に入学。瀧川幸辰（後、京大総長）の刑法や竹田省の手形法、宮本英脩の刑事訴訟法などを学ぶ。学生時代はマルクスボーイで、柔道5段、剣道3段の腕前から当時京大教授の河上肇のボディーガードを買って出て、1度ならず検挙された。
1931年卒業後は、東京市職員を振り出しに、専修大学講師、北越石油監査役、日本鋼板常務、大同石油取締役を経て、1946年の第22回衆議院議員総選挙に当選した、以後13回連続当選を果たす。
1953年、第4次吉田内閣で経済審議庁長官として初入閣。自由党では何度も政調会長に選ばれ、義理人情の党人派が多い大野伴睦派にあって政策通として活躍。保守合同直後の1955年に自民党の党三役の一つである初代政調会長に就任。1956年と1957年の石橋内閣で通商産業大臣、産業計画会議委員（議長・松永安左ヱ門）に就任。1957年の第1次岸内閣でも通産相を務める。
1960年、第1次池田勇人内閣で大蔵大臣に就任。積極財政論者として池田の所得倍増政策に共鳴し、推進役となる。
第2次池田内閣で引き続き留任し、輸入増大に伴う国際収支の悪化を防ぐべく、財政・金融の引き締めを行った。
続く佐藤栄作政権では第1次～第3次内閣に渡って福田赳夫と交互に蔵相を務めた。1967年8月には、ロンドンで開催された先進10か国蔵相会議に出席。帰国直後からは公定歩合の引き上げなど景気抑制策に乗り出した。
福田と並んで言わば日本の高度経済成長期を象徴する財政家の一人であった。殊に佐藤栄作政権末期に起こった、いわゆるニクソン・ショックでは為替相場安定に腐心し、変動相場制へと動く過渡期の国際金融情勢下で日本の財政を舵取りした人物として知られる。
大野の死後、大野派（睦政会）が船田中派（一新会）と村上勇派（一陽会）に分裂した際には船田派に参加する。しかし1971年に村上が旧大野派の大同団結に動くと、これに呼応して船田派から離脱。更に藤山愛一郎派（愛正会）まで包含して水田派（巽会）を結成し、中間派の領袖として影響力を持った（江﨑真澄ら藤山派の大部分は水田派に合流したが、藤山と竹内黎一は参加せず無派閥となった）。1975年11月、スペインのフランコ総統の国葬に特派大使として派遣された。
1976年の第34回衆議院議員総選挙で13回目の当選を果たした直後、穿孔性腹膜炎のため急逝する。71歳没。財政実務経験豊富な水田の死去は「巨星堕つ」と形容された。佐藤栄作夫人の佐藤寛子は水田の追悼集で「大蔵大臣といえば、戦前は高橋是清、戦後は水田三喜男」と評している。政治活動のかたわら教育にも強い関心を抱き続け、1965年に城西大学を創立した。墓所は文京区護国寺。

## エピソード
- 池田内閣で入閣した頃から額に大仏の様な瘤が出来、一時は水田のトレードマークとして知られ長谷川町子の『いじわるばあさん』でネタにされ[8]たりもしている。ただ、1973年に手術で瘤を切除している。
- 東洲斎写楽をはじめとする浮世絵のコレクターとしても知られ、現在でも城西大学と城西国際大学にそれぞれ建てられた水田美術館でそのコレクションを見ることができる。
- 経団連会長の石坂泰三の「もう、きみには頼まない」という有名な言葉は、水田が蔵相在任中に、石坂の要望の解かり難さを言った際に、浴びせられたものである。
- 1971年8月20日の那須御用邸での昭和天皇への御進講において、水田大蔵大臣が「ニクソンショックに伴う円高によって日本が大変なことになっております」と申し上げたところ、昭和天皇から「円切り上げを国内では非常に暗いことのように言っているが、日本円の評価が国際的に高まり、いいことであると思う。そういう明るい面を国民に知らせる必要があるのではないか。円が高くなるということは日本人の価値が高くなるという意味ではないのか。」との御下問があった。1931年11月に1ドルが2円だったものが、1932年11月には1ドルが5円にまで急激に円安になり[9]、物価上昇で国民が苦しんだことを昭和天皇は経験していたからである。この御下問に水田は返答することができなかった[10][11][12][13]。

## 家族
- 女性学者の水田宗子は娘（次女）で[14]、父が創設した城西大学理事長を務めた[14]。

## 文献
- 『蕗のとう　私の履歴書』日本経済新聞社、1971年
  - 新版『蕗のとう　水田三喜男自伝』城西大学出版会、2000年
- 『おもひ出　水田三喜男追想集』同刊行委員会、1977年
- 『春光　水田三喜男写真譜』同刊行委員会、1988年
- 『水田三喜男とその時代』城西大学出版会、2015年
- 鈴木健二 『寒椿 水田三喜男伝』城西大学出版会、2015年。著者は元・毎日新聞政治部記者
- 斉藤剛 『大蔵大臣・水田三喜男　その生涯を時代と共に綴る』中央公論事業出版、2016年